# توشونکا

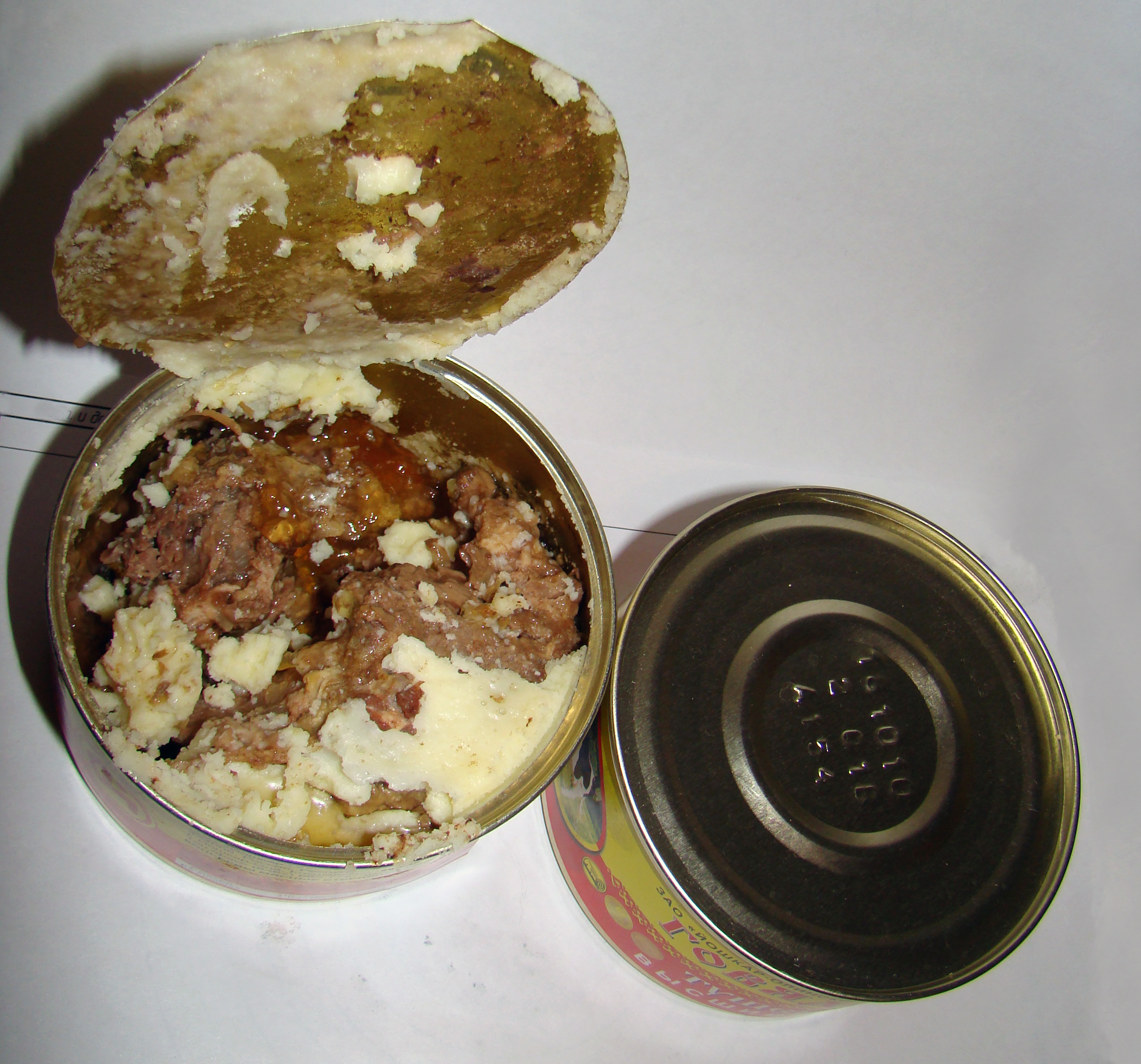
گوشت گاو خورشتی، GOST 5284-84

توشونکا (روسی: тушёнка، از тушение - 'تفت داده') یک گوشت خورش کنسرو شده‌است که به ویژه در روسیه و سایر کشورهای بلوک شرق سابق محبوبیت دارد. این نام رایج برای انواع مختلف کنسرو گوشت خورش شده‌است که همه آنها مطابق با استانداردهای دقیق اداره استانداردهای اورآسیا (GOST) نیستند.
توشونکا را می‌توان در شرایط سخت استفاده و نگهداری کرد و بنابراین بخشی از مواد غذایی نظامی در کشورهای مستقل مشترک المنافع است. برای مردم اتحاد جماهیر شوروی، توشونکا بخشی از مواد غذایی نظامی و توریستی بود. در برخی از دوره‌های زمانی بسیار شدید فقط می‌شد آن را با کوپن‌های غذایی خریداری کرد.